# Великая народная скупщина
Великая народная ску́пщина сербского народа в Черногории или Подгорицкая скупщина (серб. Velika narodna skupština srpskog naroda u Crnoј Gori, Podgorička skupština) — собрание народных представителей Черногории, состоявшееся в городе Подгорице в ноябре 1918 года и принявшее решение об объединении с Сербией.

## История

### Исторические условия
В 1918 году сторонники сохранения династии Негошей в черногорской Народной скупщине образовывали меньшинство. В это время король Никола I, бежавший во время Первой мировой войны из страны, заявил о намерении вернуться в Черногорию. При этом, Сербия, преследуя цель создания единого югославянского государства, выступала против воссоздания черногорского государства. В этом Сербию в Антантe поддерживала 
Франция,которая с помощью военных кредитов к концу войны поставила экономику Сербии под свой контроль и Англия.Процесс колонизации Черногории ради интересов Англии шел при оформлении брака между Александр I Карагеоргиевич и Марии Румынской.США были против создания единого югославянского государства под эгидой Франции, поэтому их устраивал старый порядок на Балканах. Соседняя Италия была заинтересована в сохранении независимой Черногории, в то время в Италии имелись планы по захвату Которского залива. В условиях наступления итальянских оккупационных войск на Балканы, 24 ноября 1918 года Народное вече в Загребе приняло решение об объединении Государства словенцев, хорватов и сербов с Сербией и Черногорией.

### Великая народная скупщина
C 6 по 19 ноября 1918 года в районах Черногории прошли выборы в Народную скупщину Черногории, которые не основывались на избирательном законодательстве довоенной Черногории и Сербии. 11 ноября, как и планировалось, в Подгорице состоялось первое заседание Народной скупщины, состоящей из 165 представителей. В первые два дня тайным голосованием было избрано руководство скупщины, включая её председателя. На заседании 13 ноября скупщина приняла решение из четырёх пунктов: в том числе о низложении короля Николы и его династии, и объединении Черногории и Сербии в единое государство под властью сербской династии Карагеоргиевичей.
26 ноября 1918 года и Народная скупщина Черногории приняла решение об объединении с Сербией. После того, как 25 ноября Народная скупщина Воеводины приняла решение о присоединении, 1 декабря 1918 года было создано Королевство сербов, хорватов и словенцев.